# Granatnik RPG-7
Ręczny granatnik przeciwpancerny RPG-7 – radziecki, ręczny granatnik przeciwpancerny, używany w państwach Układu Warszawskiego oraz wielu innych krajach, głównie Trzeciego Świata.
Udoskonaloną wersją granatnika RPG-7 jest amerykański granatnik PSRL-1.

## Rozwój
RPG-7 (Rucznoj Protiwotankowyj Granatomiot, ros. Pучной Противотанковый Γранатомёт – Ręczna Przeciwczołgowa Wyrzutnia Granatów) był podstawowym środkiem przeciwpancernym drużyny piechoty zmotoryzowanej.
Prostota obsługi, niski koszt i efektywność sprawiły, że stał się najpopularniejszą bronią w swojej klasie. Obecnie używa go około czterdziestu krajów i jest produkowany w różnych wariantach w dziewięciu krajach. Swą popularność zdobył również w siłach nieregularnych, partyzantce i ugrupowaniach terrorystycznych. Był powszechnie stosowany przez tego rodzaju organizacje w ostatnich konfliktach w Somalii, Afganistanie i Iraku.
Popularną wersją jest RPG-7D przeznaczony dla spadochroniarzy. Może być rozłożony na dwie części, co ułatwia transport. Popularność zyskał też lżejszy niż inne – Typ 69 produkcji chińskiej.
RPG-7 został dostarczony po raz pierwszy do armii radzieckiej w 1961 roku. Pierwotny projekt bazował na konstrukcji dwóch broni z okresu II wojny światowej: Bazooka i Panzerfaust. Produkowana obecnie przez Rosję wersja to RPG-7W2, zdolna do strzelania pociskami tandemowymi HEAT, odłamkowymi i z głowicą paliwowo-powietrzną. Oprócz standardowego celownika optycznego PGO-7 używa się dodatkowego urządzenia celowniczego UP-7V, które pozwala na stosowanie amunicji o zwiększonym zasięgu. RPG-7D3 jest odpowiednikiem wersji dla spadochroniarzy. Obie wersje RPG-7W2 i RPG-7D3 zostały przyjęte przez rosyjską armię w 2001.
Pierwszy stosowany pocisk nosił oznaczenie PG-7. W 1969 roku wprowadzono w ZSRR ulepszony pocisk PG-7M (oznaczenie kompletnego naboju: PG-7WM) kalibru 70 mm o przebijalności ok. 300 mm. Masa głowicy wynosiła 2 kg, a zasięg strzału do 500 m. W 1972 roku wprowadzono pocisk PG-7S kalibru 72 mm, z silniejszym materiałem wybuchowym, o przebijalności ok. 400 mm. Przekonstruowano w nim także brzechwy i dysze silnika, zmniejszając prędkość obrotową w locie. W 1977 roku wprowadzono pocisk PG-7Ł kalibru 93 mm, o masie 2,6 kg, w którym zwiększono masę materiału wybuchowego w głowicy, zwiększając przebijalność do ok. 500 mm, przy zmniejszeniu zasięgu skutecznego do 300 m. W 1988 roku w ZSRR wprowadzono pocisk PG-7R Rieziume z głowicą tandemową, z prekursorem kalibru 64 mm i ładunkiem zasadniczym kalibru 105 mm. Przebijalność wynosiła co najmniej 600 mm, także przeciwko czołgom z pancerzem reaktywnym. Na skutek wzrostu masy pocisku do 4,5 kg zasięg skuteczny spadł do 200 m.
RPG-7 używany jest w Polsce od 1964 roku, początkowo pod oznaczeniem rgppanc-7. Podjęto następnie w Polsce produkcję nabojów PG-7W, a od 1972 roku PG-7WM, o mniejszym kalibrze i masie głowicy, lecz większej przebijalności. W 1970 roku weszła na uzbrojenie w Polsce wersja RPG-7D. Od 1998 roku stosowane są celowniki noktowizyjne PCS-5 Przemysłowego Centrum Optyki.

## Budowa
Konstrukcja wyrzutni oparta jest na stalowej rurze o średnicy 40 mm, długości 953 mm i wadze 7 kg. Środkowa część jest pokryta drewnianą okładziną termoizolacyjną, a tylna rozszerza się ku końcowi, co redukuje odrzut i osłania przed podmuchem. Celownikiem podstawowym jest celownik optyczny PGO-7 (1P38) z pryzmatycznym układem odwracającym. Celownik ten posiada skalę dalmierczą (do 1000 m dla celu o wysokości 2,7 m – amerykańskiego czołgu M48 Patton), poziomą skalę poprawek bocznych, pionową skalę odległości, powiększenie 2,7× oraz kąt widzenia 13°, siatka celownicza ma podświetlenie. Celownik jest montowany na montażu bocznym złączem płetwowym, które może również służyć do osadzenia celownika noktowizyjnego NSPU. Jako celownik zapasowy wykorzystywane są mechaniczne przyrządy celownicze, zbudowane z muszki – ramki z suwakiem wyskalowanym od 200 do 500 m, (co 100 m) i szczerbinki.
Pocisk nadkalibrowy ma średnicę od 70 do 105 mm i waży od 2,5 do 4,5 kg. W początkowej fazie lotu jest wystrzeliwany przez ładunek prochu strzelniczego wytwarzający gęsty, szaro-niebieski dym. Silnik rakietowy odpala się po 10 m lotu i rozpędza pocisk do prędkości 295 m/s. Granat może lecieć do 1100 m, zazwyczaj wyposażony jest w zapalnik samoniszczący pocisk po upływie ok. 4,5 sekundy od wystrzelenia. Lot jest stabilizowany przez zestaw lotek rozkładanych w locie.
W przypadku tej broni sprawdza się zasada: im bliżej tym lepiej. Trudno trafić w cel z odległości większej niż 300 m. Podczas radzieckiej interwencji w Afganistanie, Mudżahedini zazwyczaj używali go z odległości mniejszej niż 80 m.

## Amunicja
RPG-7 może strzelać różnymi głowicami przeciwczołgowymi (HEAT, PG-) i przeciw sile żywej (HE, OG-). Pociski mogą przebijać od 30 do 60 cm jednorodnej stali. Pociski kumulacyjne w układzie tandem (PG-7BR i WR) mogą przebijać pancerz reaktywny jednym strzałem.
- PG-7W:
  - Głowica: HEAT
  - Waga: 2,6 kg
  - Średnica: 70,5 mm
  - Penetracja: ponad 330 mm

- PG-7WL:
  - Głowica: HEAT
  - Waga: 2,6 kg
  - Średnica: 93 mm
  - Penetracja: ponad 500 mm

- PG-7WR:
  - Głowica: HEAT tandem
  - Waga: 4,5 kg
  - Średnica:  105 mm
  - Penetracja: 600 mm

- OG-7W:
  - Głowica: odłamkowa
  - Waga: 2 kg
  - Średnica: 40 mm
  - Zasięg śmiertelny dla ludzi z kamizelką kuloodporną: 7 m

- TBG-7W:
  - Głowica: paliwowo-powietrzna
  - Waga: 4,5 kg
  - Średnica: 105 mm
  - Zasięg zagrożenia życia: 8 m
  - Penetracja: od 150 do 480 mm

## Galeria

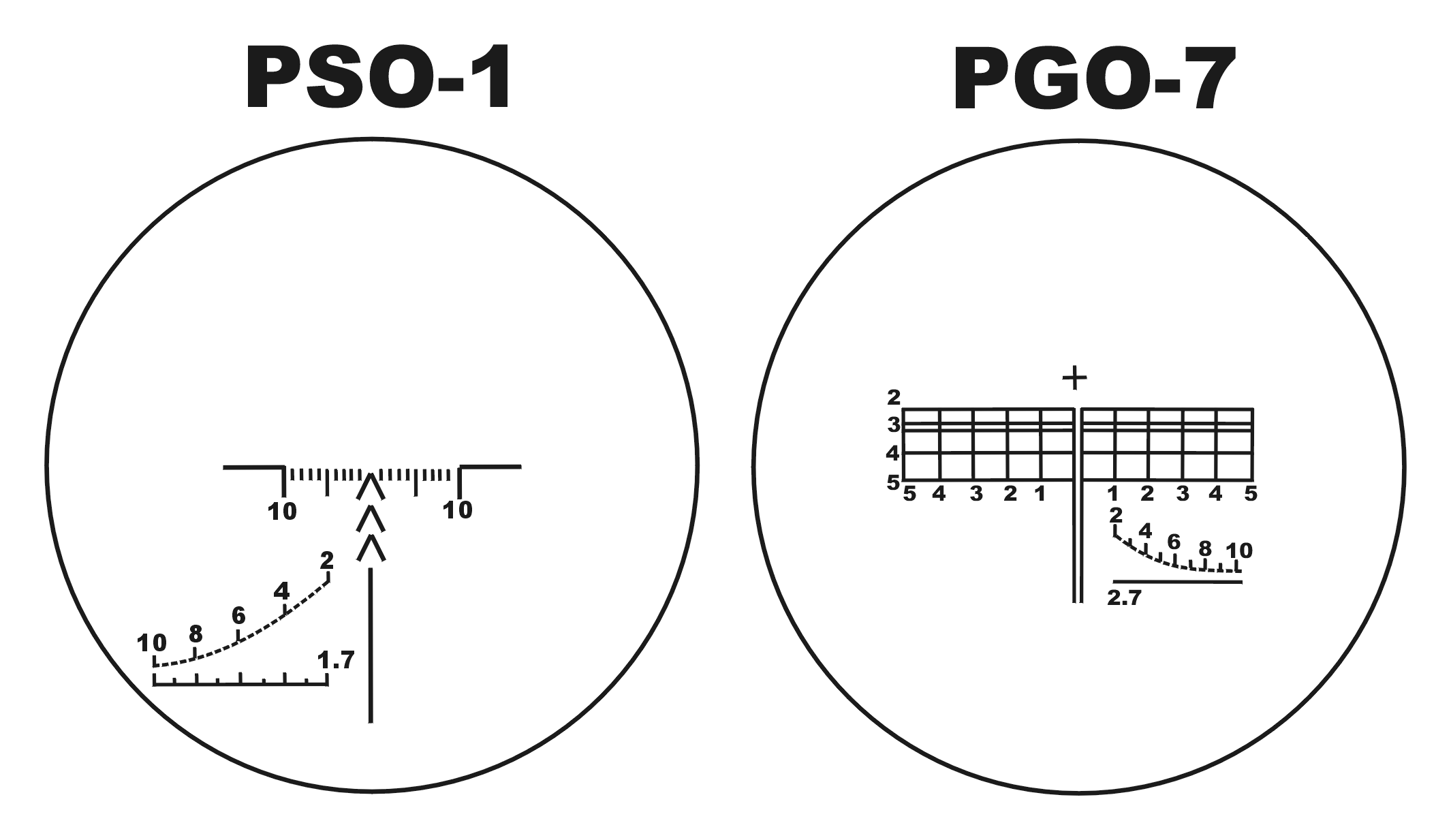
Porównanie siatek celowników PSO-1 z karabinu SWD i PGO-7 z RPG-7
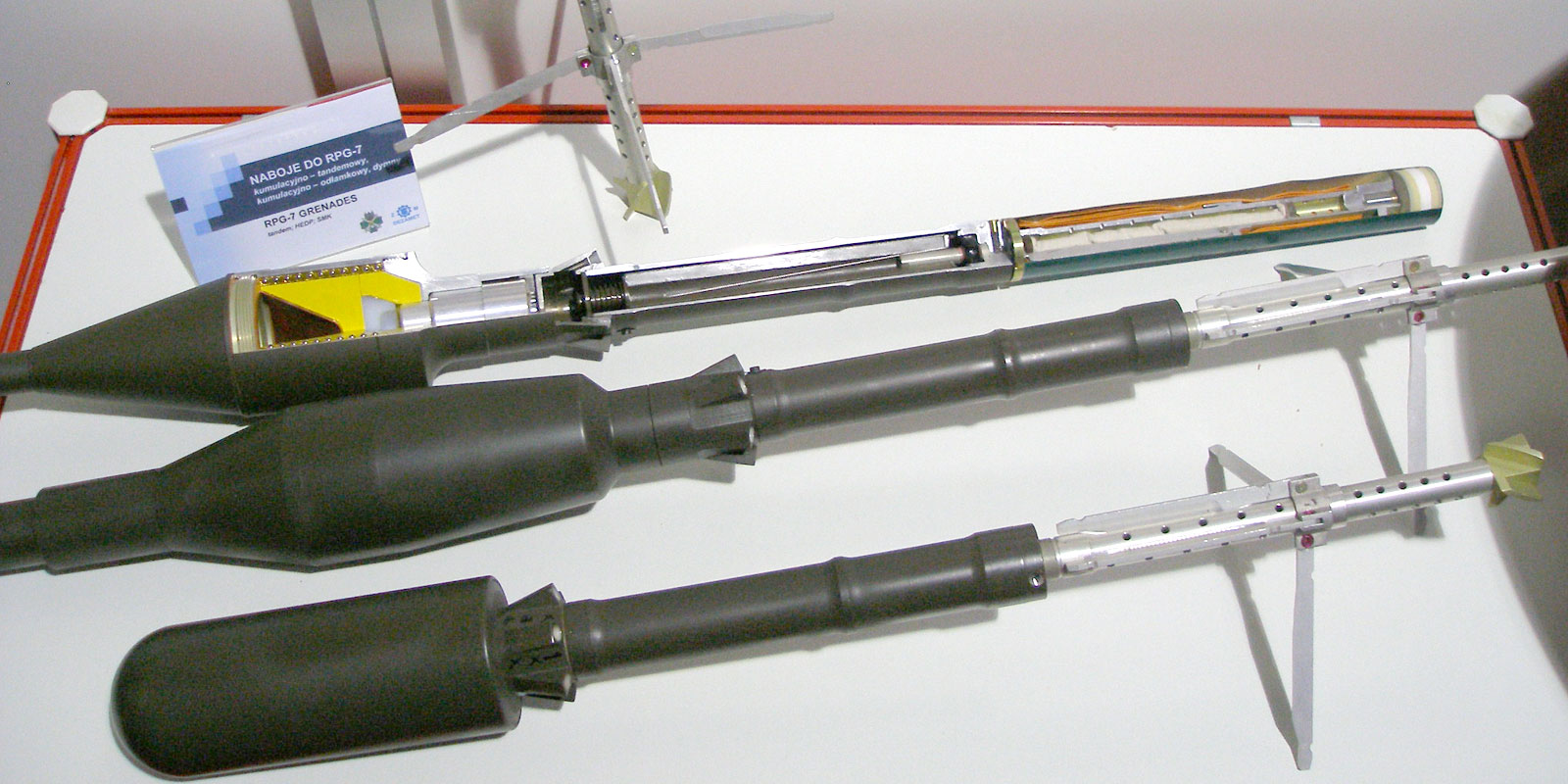
Nowoczesne naboje do RPG-7, od góry: kumulacyjny tandemowy (w przekroju), kumulacyjno-odłamkowy oraz dymny
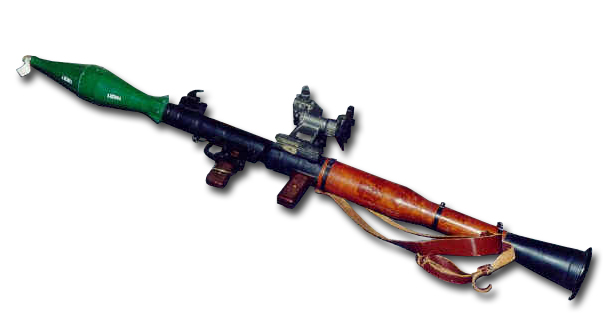
RPG-7 z celownikiem optycznym
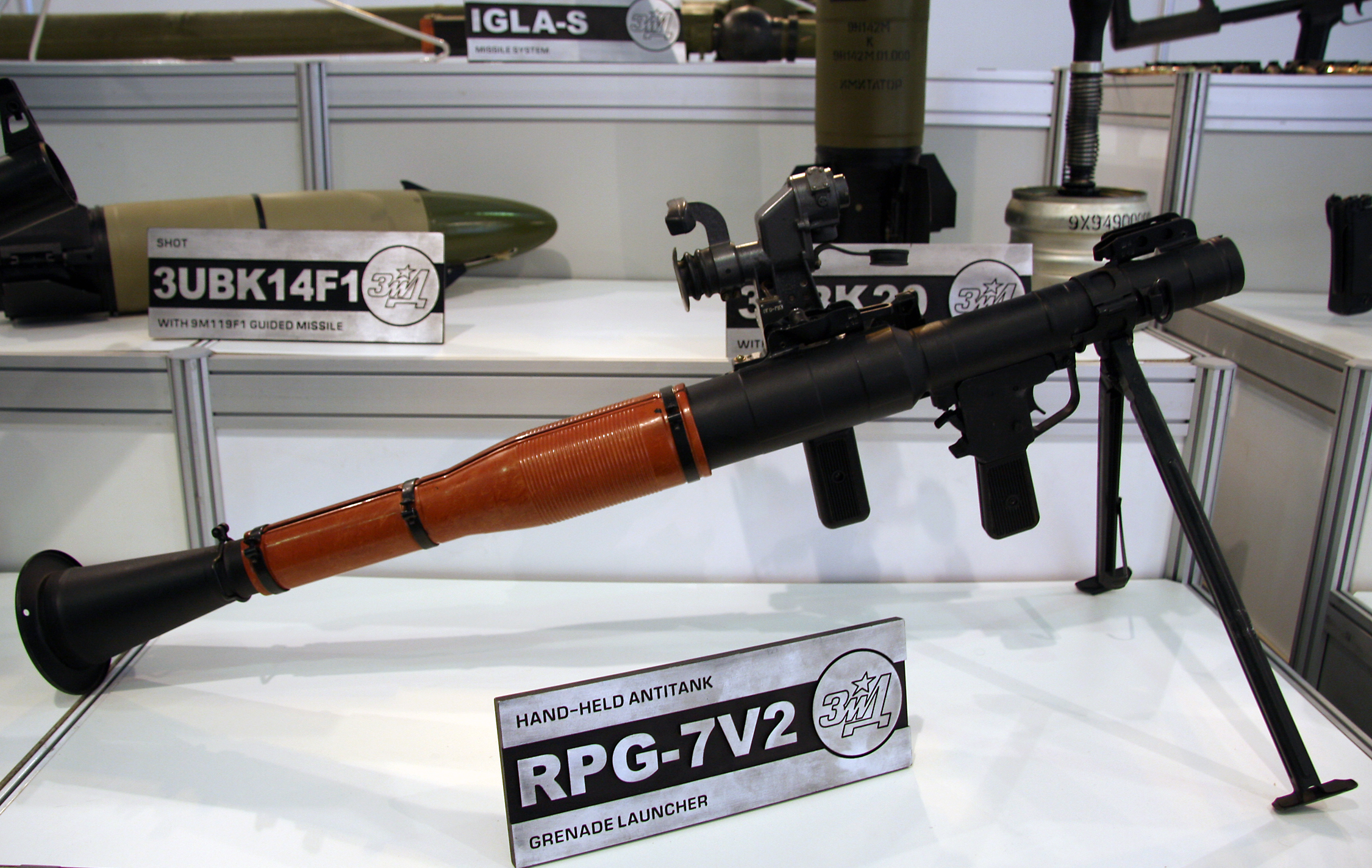
RPG-7W2
Użytkownicy RPG-7
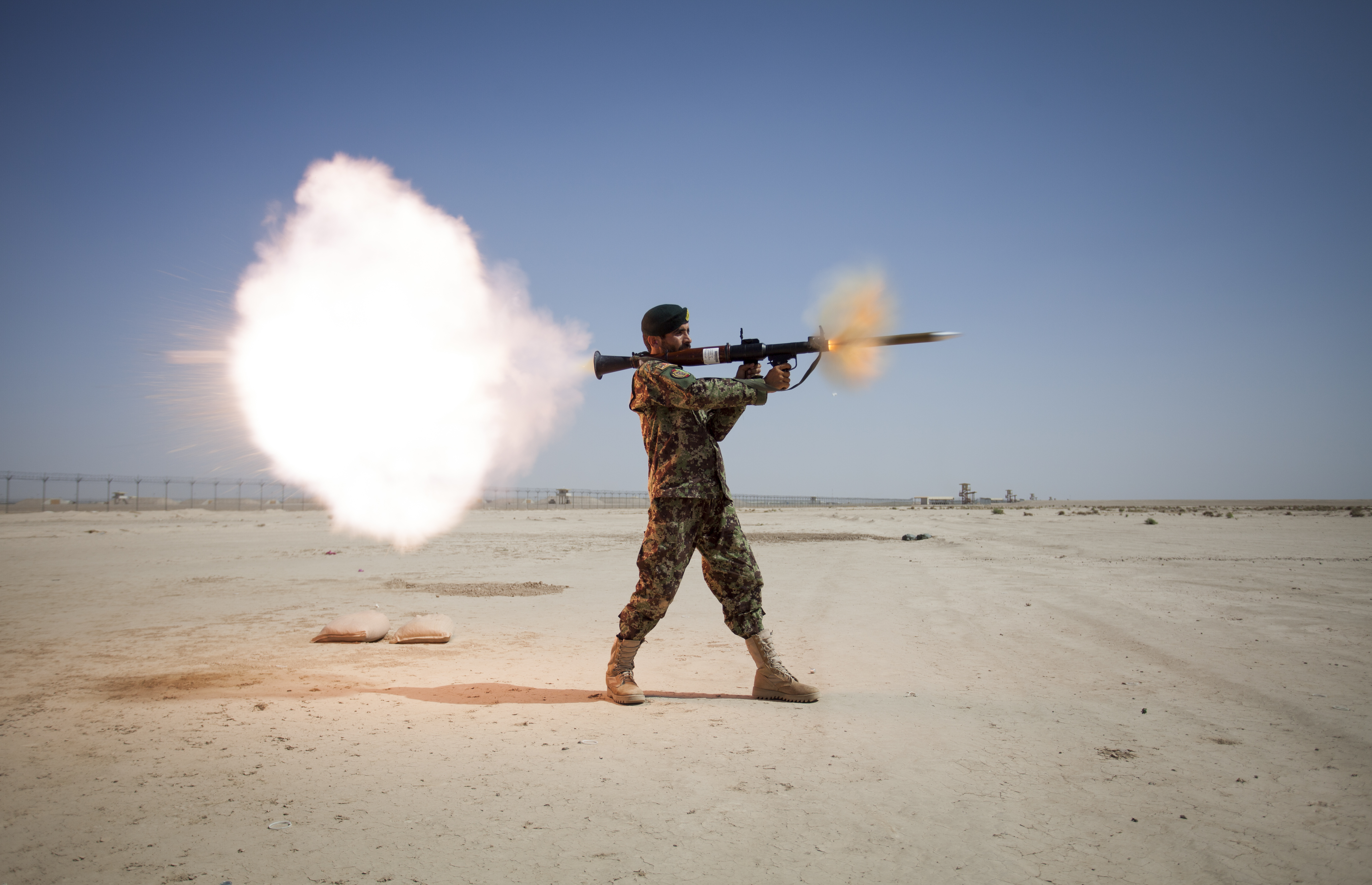
Żołnierz Afgańskiej Armii Narodowej oddający strzał z RPG-7
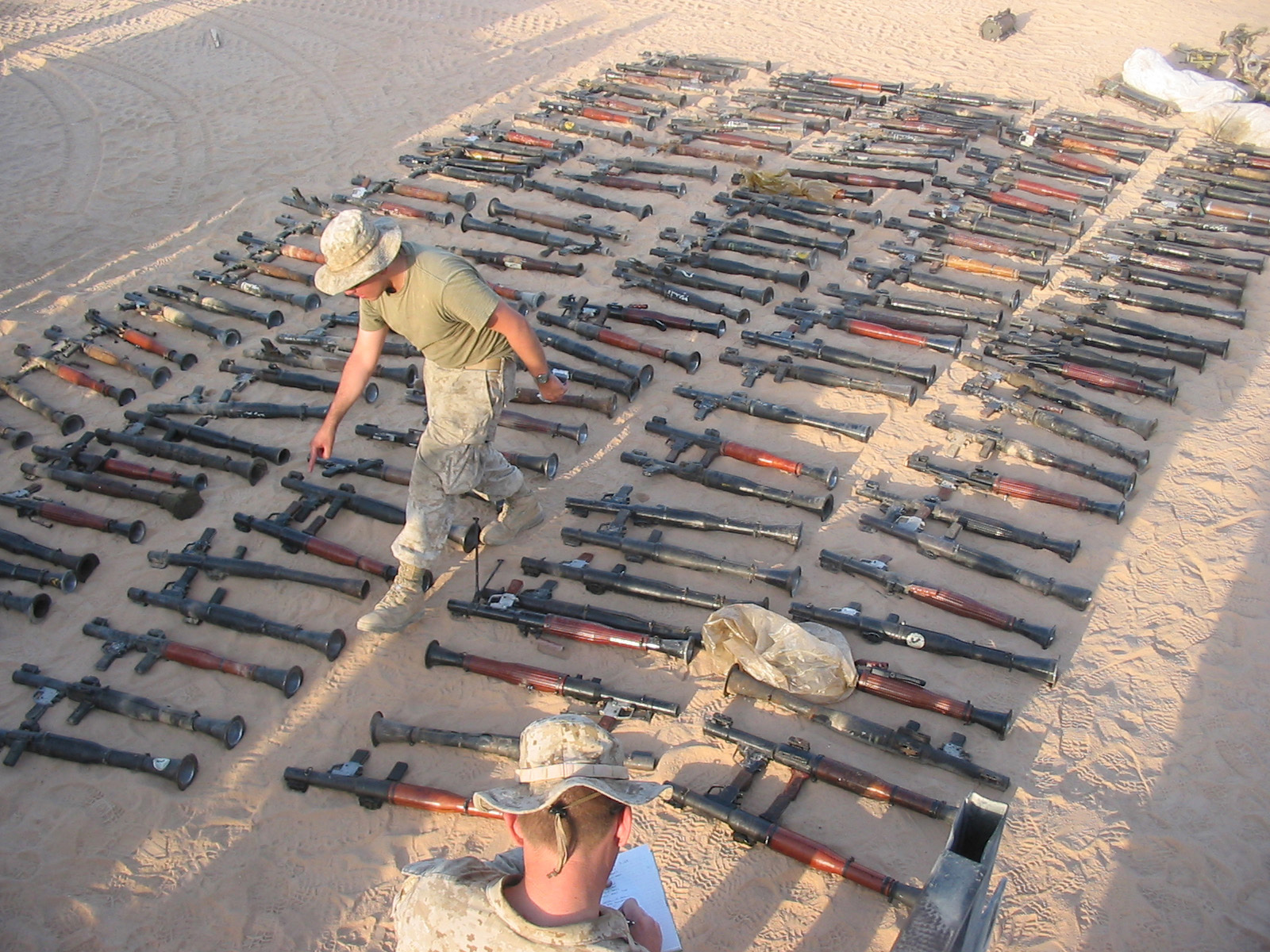
Różne rodzaje zdobycznych RPG-7 w rękach amerykańskich marines (Irak 2003)